# La Canonja
La Canonja ist eine katalanische Gemeinde mit 5.943 Einwohnern (Stand: 2024) in der Provinz Tarragona im Nordosten Spaniens. Sie liegt in der Comarca Tarragonès. Bis 1964 war und seit 2010 ist La Canonja von Tarragona eigenständig. Die Siedlung besteht aus den beiden historischen Zentren La Canonja und Masricart.

## Geographische Lage
La Canonja liegt etwa fünf Kilometer westlich vom Stadtzentrum von Tarragona und knapp 80 Kilometer westsüdwestlich von Barcelona.
Durch die Gemeinde führen die Autovía A-7 und die Autopista AP-7. Der Flughafen Reus liegt unmittelbar nördlich des Gemeindegebiets.
Im Süden der Gemeinde befindet sich ein riesiger Industriepark mit vornehmlich chemischer Industrie.

## Bevölkerungsentwicklung
| Jahr      | 2011 | 2021 |
| Einwohner | 5673 | 5933 |

## Sehenswürdigkeiten
- Archäologische Ausgrabungsstätte La Boella
- Sebastianskirche (Iglesia de San Sebastián)
- Abtei von La Canonja
- Kirche von Masricart
- Burganlage von Masricart

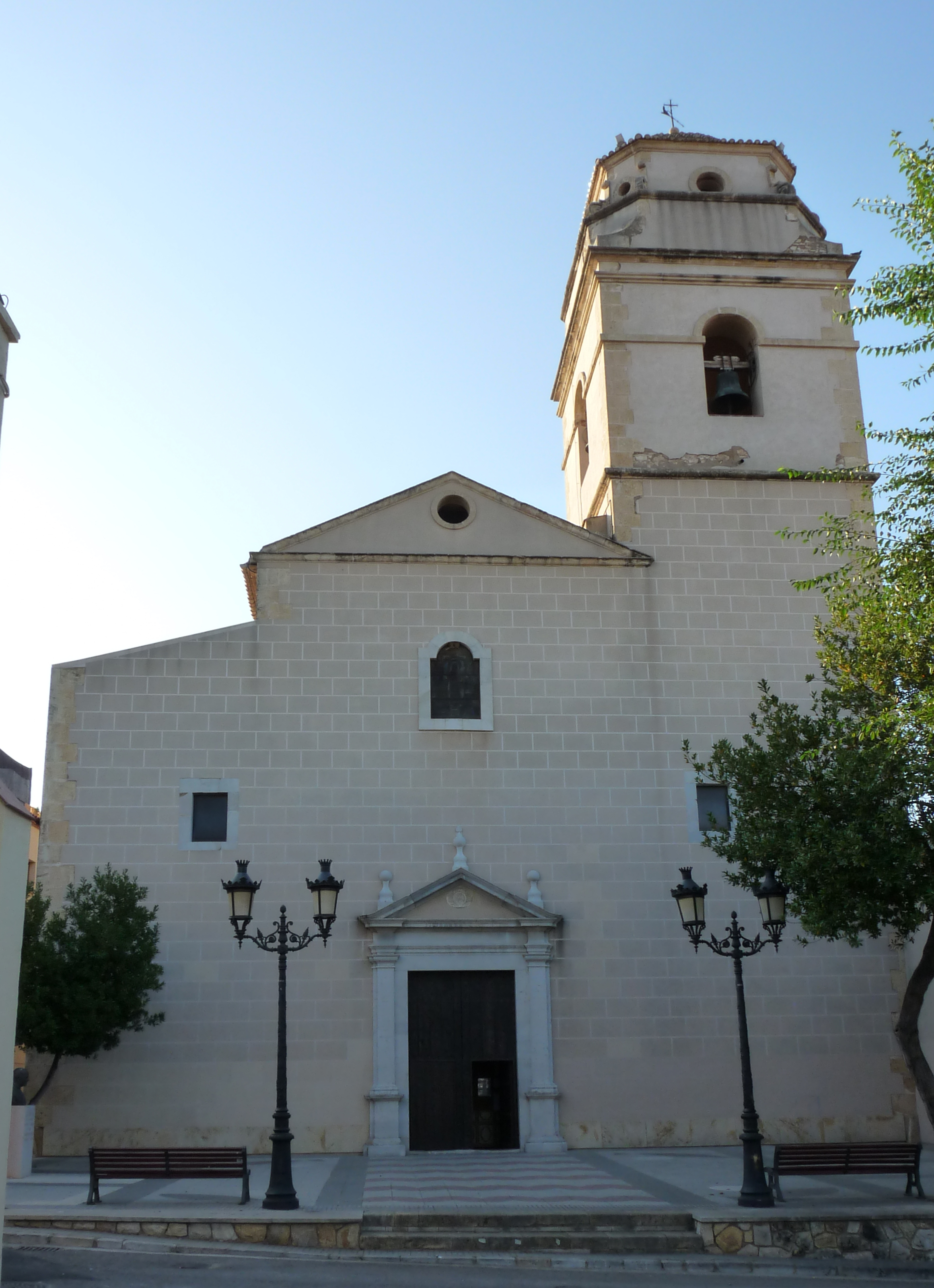
Sebastianskirche
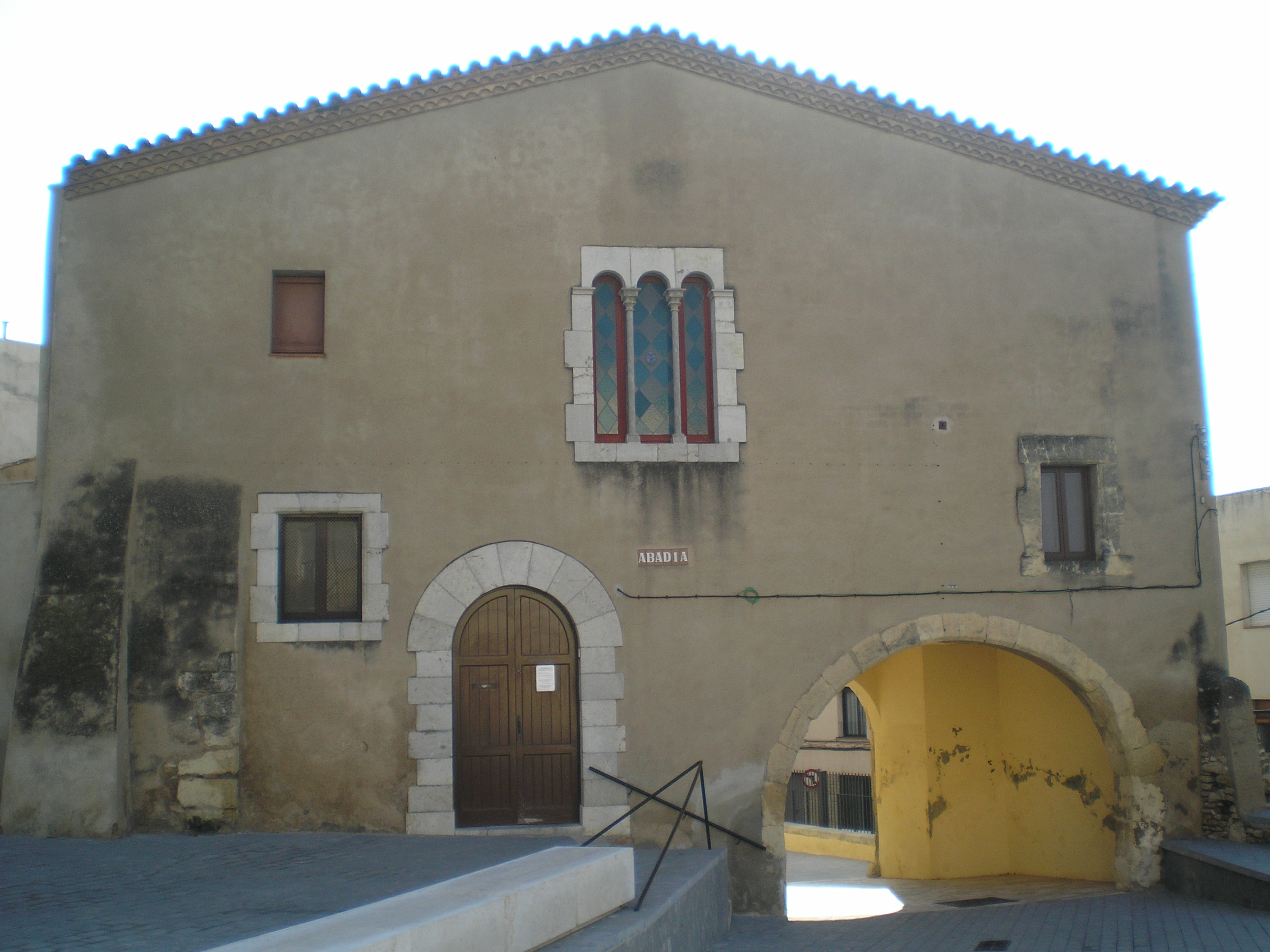
Abtei von La Canonja
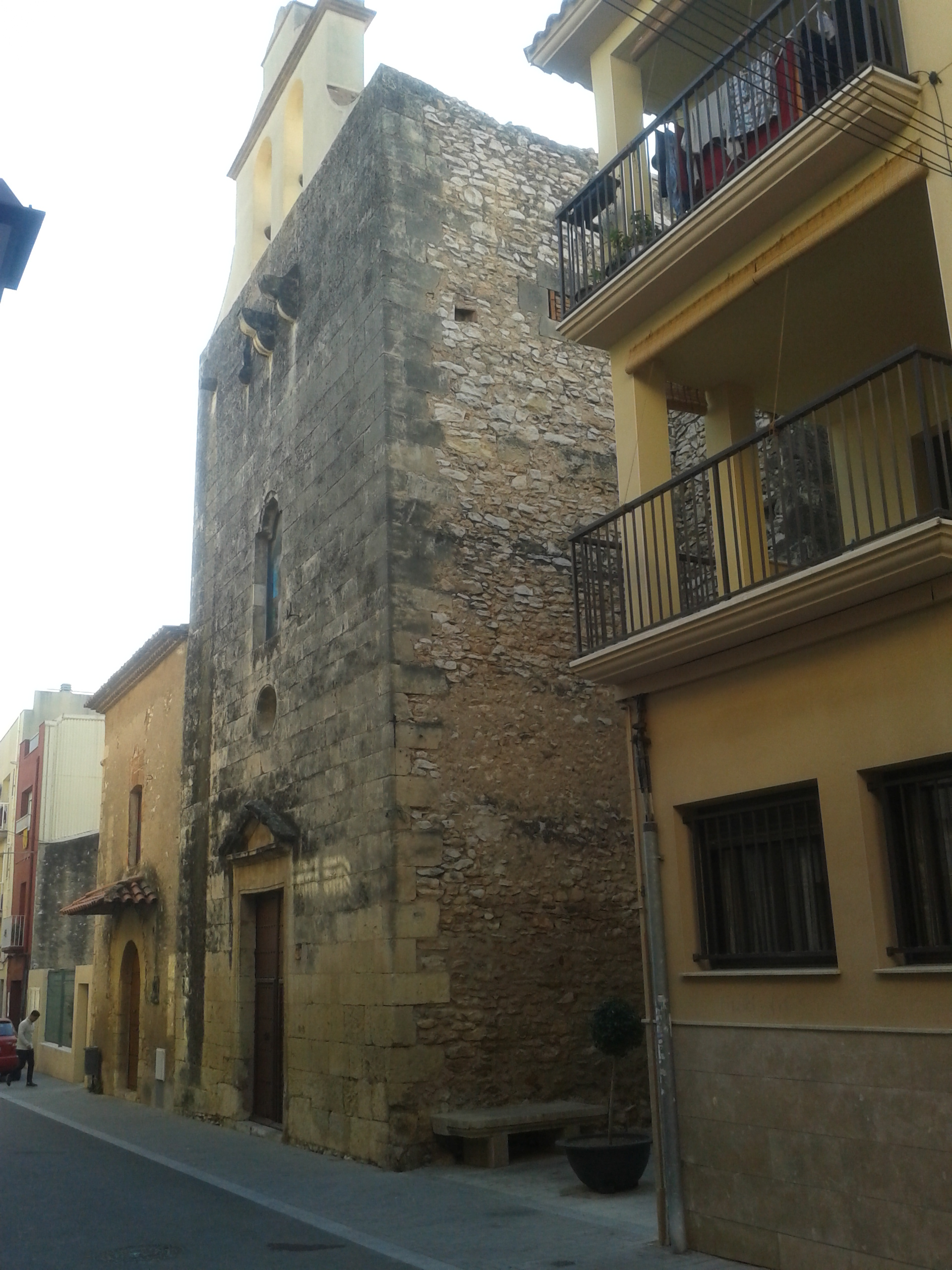
Kirche von Masricart
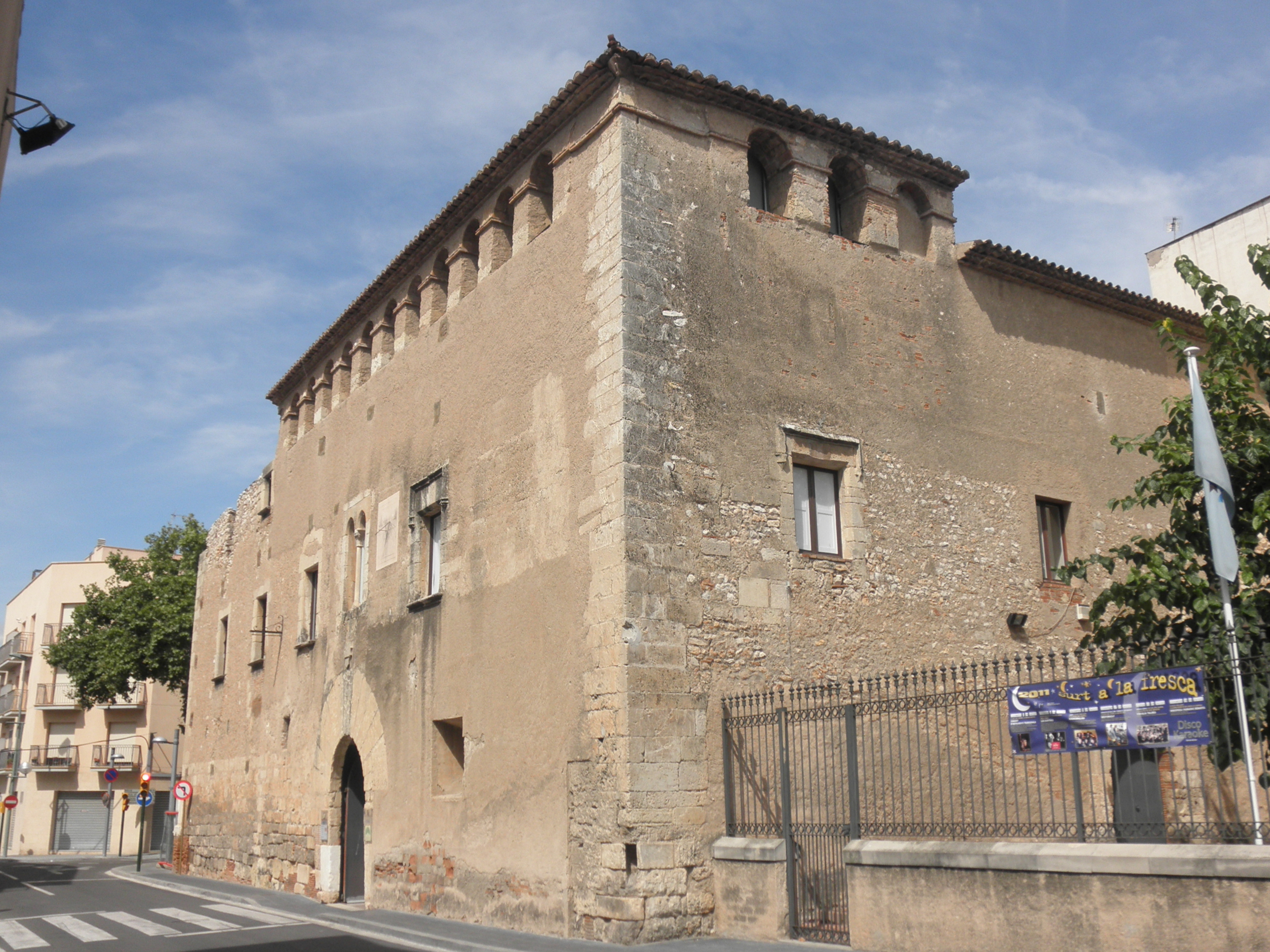
Burg von Masricart

## Persönlichkeiten
- Manuel Borrás Ferré (1880–1936), Weihbischof von Tarragona und Titularbischof von Bisica, im Bürgerkrieg ermordet, 2013 seliggesprochen
- Antoni Brosa i Vives (1894–1979), Violinist